# عملية فيكتوريا (حرب الاستنزاف)
كانت عملية فيكتوريا (بالعبرية: מבצע ויקטוריה) إحدى غارتين نفذتهما القوات الإسرائيلية خلال حرب الاستنزاف ضد قوات الصاعقة المصرية المتمركزة على مواقع الخطوط الأمامية للضفة الغربية (الجبهة المصرية) في القطاع الشمالي من قناة السويس يوم 11 يونية 1970.

## خلفية تاريخية
كان أرييل شارون، قائد المنطقة الجنوبية، يطالب بشن غارات ضد قوات الصاعقة المصرية، التي ما فتئت تنصب كمائن لدوريات الجيش الإسرائيلي بالقرب من قناة السويس. وذلك بأخذ زمام المبادرة من خلال تنفيذ غارات في عمق الأراضي المصرية بل وحتى دعمها للبقاء لفترات زمنية محدودة على الأراضي التي فيما بعد القناة. من جهة أخرى، اعترض رئيس الأركان الإسرائيلي، حاييم بارليف، على هذا النهج على أساس أن هذه التوغلات ستترتب عليها بالضرورة خسائر فادحة وتأثيرها لن يكون حاسماً في وضع الجيش المصري في منطقة القناة.
وقعت الغارة الأولى، حسب خطة شارون، في 14 مارس 1970. حينما أغارت قوة إسرائيلية على موقعين شمال مدينة القنطرة. قُتل خلالها ثمانية جنود مصريين في حين خسرت القوة الإسرائيلية اثنين من أفرادها كما أصيب أربعة آخرين.

## العملية
في 30 مايو 1970، قتل 14 من جنود المظليين الإسرائيليين وأصيب ستة آخرون في كمين السبت الحزين الذي نفذته قوات الصاعقة المصرية. بعد ذلك وبناءً على مبادرة القائد العام شارون، تقرر في هيئة الأركان العامة اتخاذ إجراءات انتقامية ضد القوات المصرية المنتشرة على طول القناة. جرت عملية فيكتوريا في 11 يونيو 1970. عارض العميد رفائيل إيتان، الذي شغل منصب المفوض، اختيار وحدة شاكيد لتنفيذ العملية، لكن ضابطه المقدم داني راحاب وولف، أقنع اللواء شارون أن هذه كانت قوة الوحدة. عبر قائد الدورية، داني رحاب وولف ونائبه أمازيا تشن مع 134 مقاتلاً، بمساعدة الوحدة 707 من القوات البحرية والقوات الجوية والهندسة وقوات مدفعية ومدرعة، القناة في منطقة موحلة ومشطوا ثلاثة أميال على طول ذلك. وقد فجرت القوة بعض المخابئ ومدافع الهاون المصرية. وقد أحصت القوة ثلاثين جندياً من القتلى المصريين وربما قُتل آخرون في المخابئ. وقد خسرت القوة الإسرائيلية أربعة وجرح 12. في اليوم التالي، اتصل العميد إيتان وولف، قائد الدورية، للاعتراف بأنه قد أخطأ في حكمه وأثنى عليه في العملية. بعد شهرين، دخل وقف إطلاق النار الذي أنهى حرب الاستنزاف حيز التنفيذ. بعد نجاح العملية، ونجاح طريقة عبور القناة بواسطة زوراق سعر، التي تدربت بالقرب من القناة والتي ستكون بمثابة نقطة تحول في حرب أكتوبر وكانت العملية بمثابة نموذج لعملية الرجال ذوي القلوب الشجاعة.

## للمزيد من القراءة
- אלי לנדאו,	הפשיטה מעבר לתעלה,	'מערכות ים' ספטמבר 1970, עמ'	26.
- אורי מילשטיין ודב דורון, סיירת שקד, הוצאת ידיעות אחרונות، 1994.
- רן אדליסט, "האנציקלופדיה לצבא וביטחון – 'צה"ל בחילו'", הוצאת רביבים (מהדורת מעריב), 1983, כרך 14 -"סיירות ומיעוטים", עמודים 32–33.

## وصلات خارجية
- מבצע ויקטוריה באתר סיירת שקד.
- מבצע ויקטוריה באתר סיירת שקד יחידה 424.